# Вейл оф Уайт Хорс (община)
Община Вейл оф Уайт Хорс (на английски: Vale of White Horse District) е една от петте административни единици в област (графство) Оксфордшър, регион Югоизточна Англия. Населението на общината към 2010 година е 119 800 жители разпределени в множество селища на територия от 578.60 квадратни километра. Административен център е град Абингдън.
На територията на общината, в близост до село Уфингтън, се намира праисторическата фигура наречена „Уфингтънски Бял Кон“, вписана по билото на едноименен хълм, която дава името на самата община. В превод, „Вейл оф Уайт Хорс“ означава „Долината на белия кон“.

## География
Община Вейл оф Уайт Хорс обхваща югозападните части на графство Оксфордшър по границата с областите Бъркшър на юг и Уилтшър на запад. В района на общината се намират три населени места имащи градски статут. По-голямата част от северната граница с община Западен Оксфордшър е дефинирана от горното течение на река Темза.
По-големи населени места на територията на общината:
| град      | на английски | население (2001) |
| --------- | ------------ | ---------------- |
| Абингдън  | Abingdon     | 36 010           |
| Уонтейдж  | Wantage      | 9767             |
| Фарингдън | Faringdon    | 6187             |

## Население
Изменение на населението на общината за период от три десетилетия 1981-2010 година:
| година    | 1981    | 1991    | 2001    | 2010    |
| --------- | ------- | ------- | ------- | ------- |
| население | 103 500 | 112 100 | 115 800 | 119 800 |